# Riksväg 1, Nederländerna

Sträckningen för nederländska riksväg 1.

Riksväg 1 (Rijksweg 1) i Nederländerna börjar Amsterdam och går österut till gränsen mot Tyskland. Vägen är motorväg (numrerad A1) hela sträckan. Motorvägen fortsätter i Tyskland som Bundesautobahn 30.
Vägen börjar vid trafikplats Watergraafsmeer i östra Amsterdam, och är en del av europaväg 231:s sträckning till trafikplats Hoevelaken nära Amersfoort. Därifrån är följer den europaväg 30 förbi Apeldoorn, Deventer, Almelo och Hengelo till tyska gränsen.
I september 2016 har mellan trafikplatserna Diemen och Muiderberg vid avfarten Weesp Europas största akvedukt under älven Vecht invigts. Akvedukten heter Vechtzicht för att på den platsen stod ett hus som heter Vechtzicht.
Gamla bron över Vecht som orsakade köer revs 2017. Akvedukten kostade 13 miljarder €.